# Pawliwka (Baschtanka, Snihuriwka)
Pawliwka (ukrainisch Павлівка; russisch Павловка Pawlowka) ist ein Dorf im Osten der ukrainischen Oblast Mykolajiw mit etwa 1100 Einwohnern (2001).

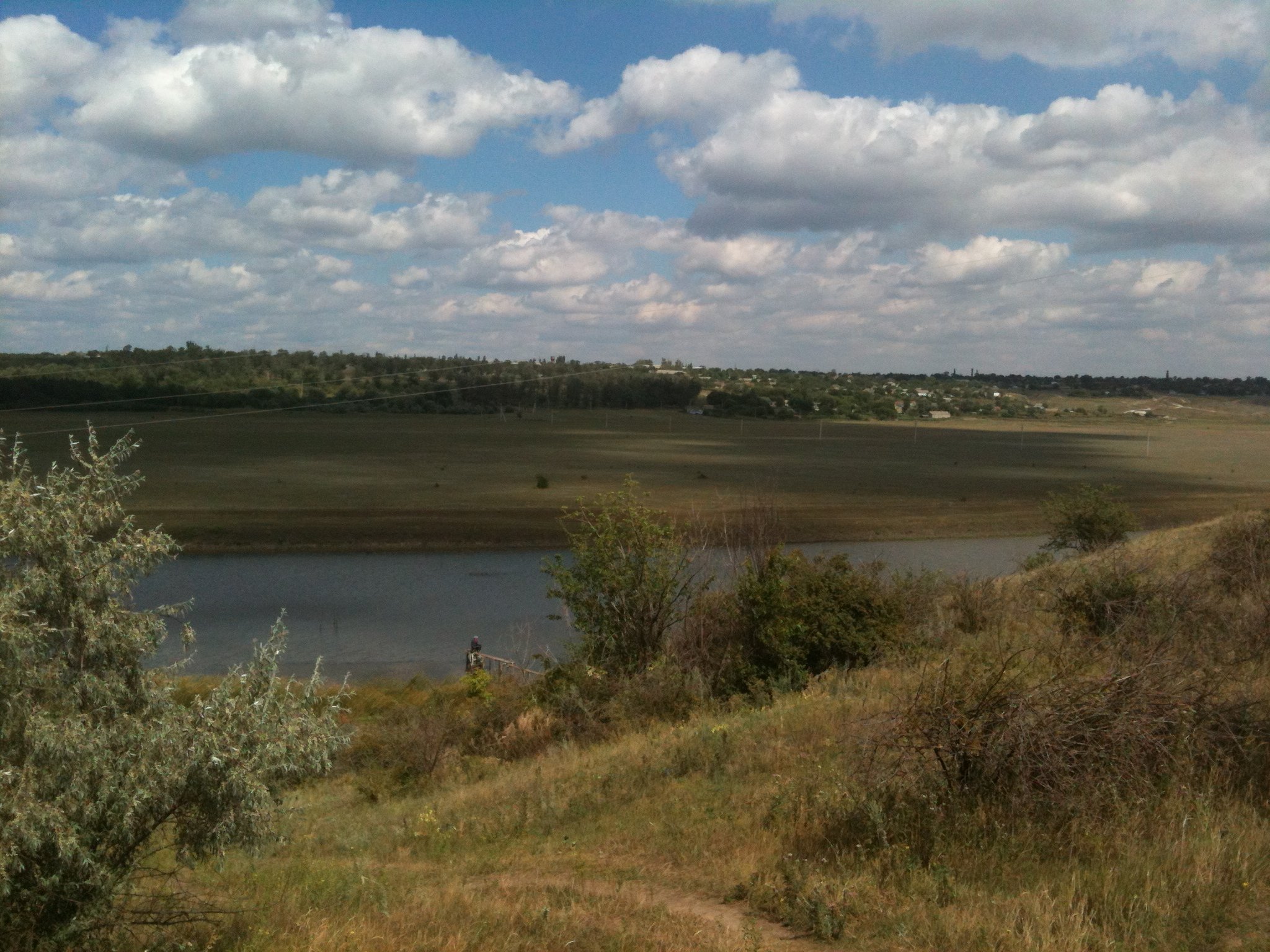
Der Inhulez bei Snihuriwka mit Blick auf Pawliwka im Hintergrund

Die 1786 erstmals schriftlich erwähnte Ortschaft liegt südlich vom Dorf Wassyliwka am linken Ufer des Inhulez, einem Nebenfluss des Dnepr und gegenüberliegend der Stadt Snihuriwka, die das administrative Zentrum des Rajons bildete und über eine Brücke im Norden der Ortschaft nach etwa 7 km zu erreichen ist. Das Dorf befindet sich auf 29 m Höhe 74 km östlich vom Oblastzentrum Mykolajiw.
Am 18. April 2018 wurde das Dorf ein Teil der Stadtgemeinde Snihuriwka; bis dahin bildete es zusammen mit dem Dorf Iwano-Kepyne (Івано-Кепине) die Landratsgemeinde Pawliwka (Павлівська сільська рада/Pawliwska silska rada) im Osten des Rajons Snihuriwka.
Seit dem 17. Juli 2020 ist es ein Teil des Rajons Baschtanka.